# Marlene Kalf
Marlene Kalf (* 6. Januar 1990 als Marlene Zapf in Landau) ist eine ehemalige deutsche Handballspielerin. Die 1,70 Meter große Linkshänderin spielte sowohl im rechten Rückraum als auch auf Rechtsaußen.

## Karriere

### Verein
Marlene Kalf begann 1995 beim TV 03 Wörth mit dem Handball. Ab 2005 spielte sie bei der TSG Ketsch, wo sie bereits ab der Saison 2006/07 zum Kader der Bundesligamannschaft gehörte. 2009 wechselte Kalf zu Bayer 04 Leverkusen. 2010 gewann sie mit den Elfen den DHB-Pokal. Im Februar 2014 wurde bekannt, dass sie ab der Saison 2014/15 für die TuS Metzingen aufläuft.

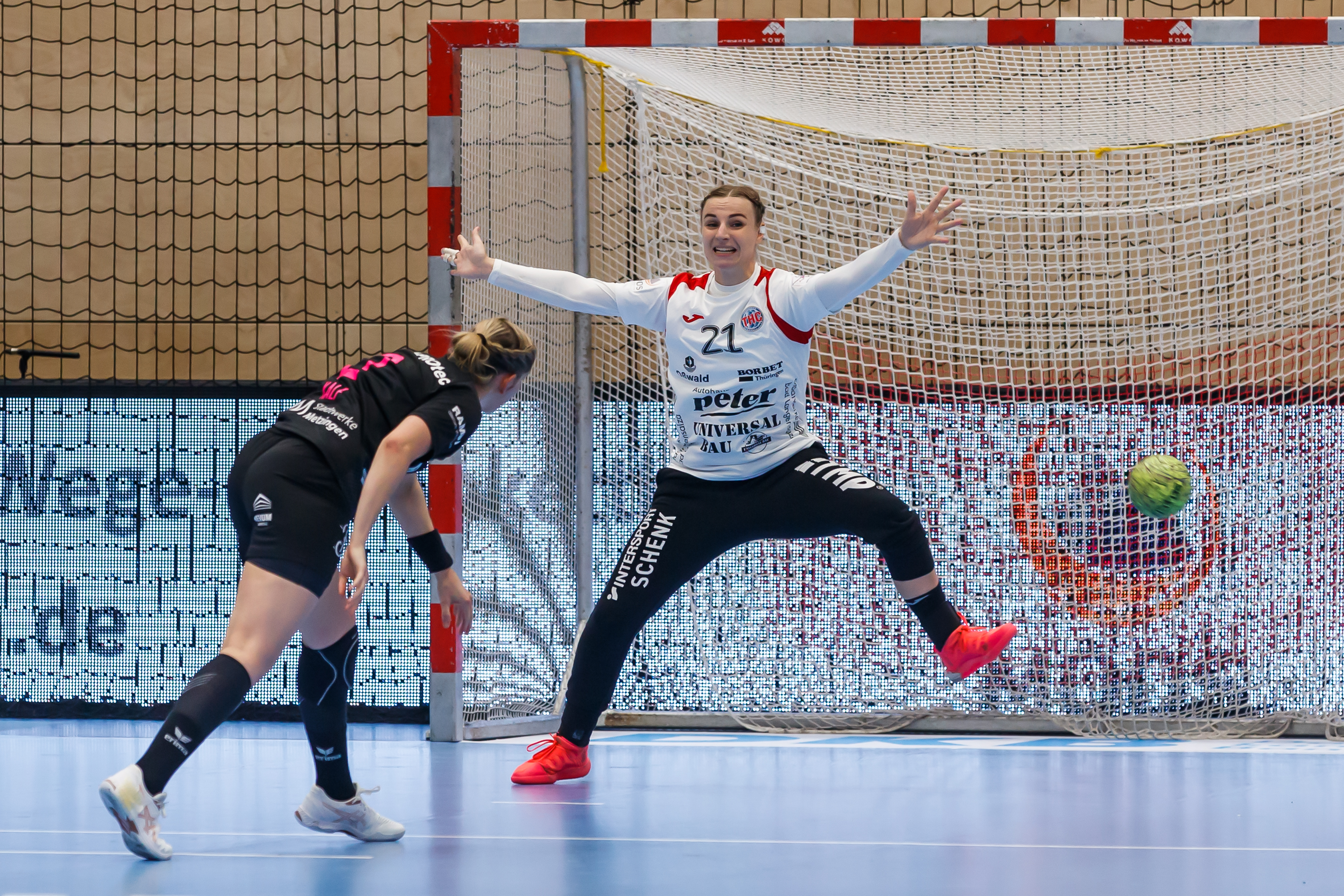
Marlene Kalf (Werferin) trifft gegen die niederländische Handballspielerin Rinka Duijndam in der Handballbundesliga der Frauen im Spiel Thüringer HC - TuS Metzingen (2021)

Im Februar 2022 gab sie für das Saisonende 2021/22 ihr Karriereende bekannt. Aufgrund ihrer Schwangerschaft beendete Kalf im März 2022 vorzeitig ihre Karriere.

### Nationalmannschaft
Ihr Debüt für die die deutsche Nationalmannschaft gab Marlene Kalf am 28. November 2010 in Rotenburg an der Fulda gegen Österreich. Sie bestritt 105 Länderspiele, in denen sie 238 Tore erzielte.
Mit Deutschland nahm sie an der Weltmeisterschaft 2013 teil und erzielte 17 Treffer in sieben Partien. Auch bei den Europameisterschaften in den Jahren 2012, 2014, 2018 und 2020 sowie der Weltmeisterschaft 2021 stand sie im deutschen Aufgebot.

## Privates
Kalf arbeitet als Grundschullehrerin in Metzingen. Sie ist seit Juni 2021 verheiratet.

## Erfolge
Verein
- DHB-Pokalsiegerin 2010
- Deutsche Meisterin A-Jugend 2007

Nationalmannschaft
- 7. Platz Weltmeisterschaft 2013
- 7. Platz Europameisterschaft 2012
- 7. Platz U19-Weltmeisterschaft 2010
- 4. Platz U19-Europameisterschaft  2009
- U20-Weltmeisterin 2008
- 9. Platz U19-Europameisterschaft 2007